# Мощеново (Псковська область)
Мощеново (рос. Мощеново) — присілок в Опочецькому районі Псковської області Російської Федерації.
Населення становить 23 особи. Входить до складу муніципального утворення Пригородна волость.

## Історія
Від 2015 року входить до складу муніципального утворення Пригородна волость.

## Населення
| 2001 | 2002 | 2010 | 2013 | 2014 | 2015 | 2016 |
| ---- | ---- | ---- | ---- | ---- | ---- | ---- |
| 12   | ↗13  | ↘8   | ↗21  | ↗23  | →23  | →23  |